# Хенопсиевые
Хенопсиевые, или эмблемариевые (лат. Chaenopsidae) — семейство лучепёрых рыб из отряда Blenniiformes. Ранее включалось в отряд окунеобразных. Распространены в тёплых водах Атлантического и Тихого океанов у берегов Северной, Центральной и Южной Америки.

## Описание
Тело удлинённое, сжато с боков, без чешуи; у представителей рода Chaenopsis угреобразное. Боковая линия отсутствует (у некоторых представителей семейства остаются 3 поры боковой линии). Верхняя челюсть скрыта и не видна снаружи. В спинном плавнике 17—28 жёстких и 10—38 мягких лучей; у некоторых видов передняя часть плавника выше задней. В анальном плавнике 2 колючих и 19—38 мягких лучей. В грудных плавниках 12—15 мягких лучей. Спинной и анальный плавник сливаются или не сливаются с хвостовым плавником. Мочки на затылке отсутствуют, а над глазами и носовые имеются или нет. Голова часто с колючками. Есть зубы на нёбе.
Рыбы небольших размеров. Лишь Neoclinus blanchardi длиной до 30 см, остальные представители семейства намного мельче. Самый мелкий представитель семейства Acanthemblemaria paula достигает в длину всего 1,8 см.

## Классификация
В составе семейства выделяют 14 родов с 96 видами:
- Acanthemblemaria Metzelaar, 1919 — Колючие эмблемарии
- Chaenopsis Gill, 1865 — Хенопсисы
- Cirriemblemaria Hastings, 1997
- Coralliozetus Evermann & M. C. Marsh, 1899
- Ekemblemaria J. S. Stephens, 1963
- Emblemaria Jordan & Gilbert, 1883 — Эмблемарии[2]
- Emblemariopsis Longley, 1927 — Эмблемариопсы[2]
- Hemiemblemaria Longley & Hildebrand, 1940
- Lucayablennius Böhlke, 1958
- Mccoskerichthys Rosenblatt & J. S. Stephens, 1978
- Neoclinus  Girard, 1858 — Неоклинусы[2]
- Protemblemaria  J. S. Stephens, 1963
- Stathmonotus Bean, 1885
- Tanyemblemaria Hastings, 1992